# Subdiviziunile statului Malawi
Statul Malawi este împărțit în 28 de districte, grupate în 3 regiuni (Southern, Central și Northern). Regiunile nu au statut administrativ.

## Regiunea Southern
Are capitala la Blantyre și cuprinde districtele: Balaka, Blantyre, Chikwawa, Chiradzulu, Machinga, Mangochi, Mulanje, Mwanza, Neno, Nsanje, Phalombe, Thyolo, Zomba.

## Regiunea Central
Are capitala la Lilongwe și cuprinde districtele: Dedza, Dowa, Kasungu, Lilongwe, Mchinji, Nkhotakota, Ntcheu, Ntchisi și Salima.

## Regiunea Northern
Are capitala la Mzuzu și cuprinde districtele: Chitipa, Karonga, Likoma, Mzimba, Nkhata Bay și Rumphi.